# Chiesa della Capponcina
La chiesa della Capponcina è un ex-luogo di culto situato a Firenze in via Gino Capponi 56.

## Storia e descrizione
La chiesetta, ottocentesca, era l'oratorio delle suore della Società di Maria Riparatrice, fondate dalla baronessa Emilia d'Oultremond.
Nel 2008, trasferitesi le monache presso la chiesa dei Sette Santi Fondatori, in zona Campo di Marte, il complesso è stato acquistato dalla stessa società che stava ristrutturando il palazzo della Gherardesca per creare l'hotel Four Seasons. Le due proprietà confinano sul lato interno tramite il giardino della Gherardesca e il giardino Ruspoli (pertinente dell'ex-convento), che sono stati di fatto uniti. Al giardino dà accesso ancora il grande prospetto neoclassico in via Gino Capponi 54.

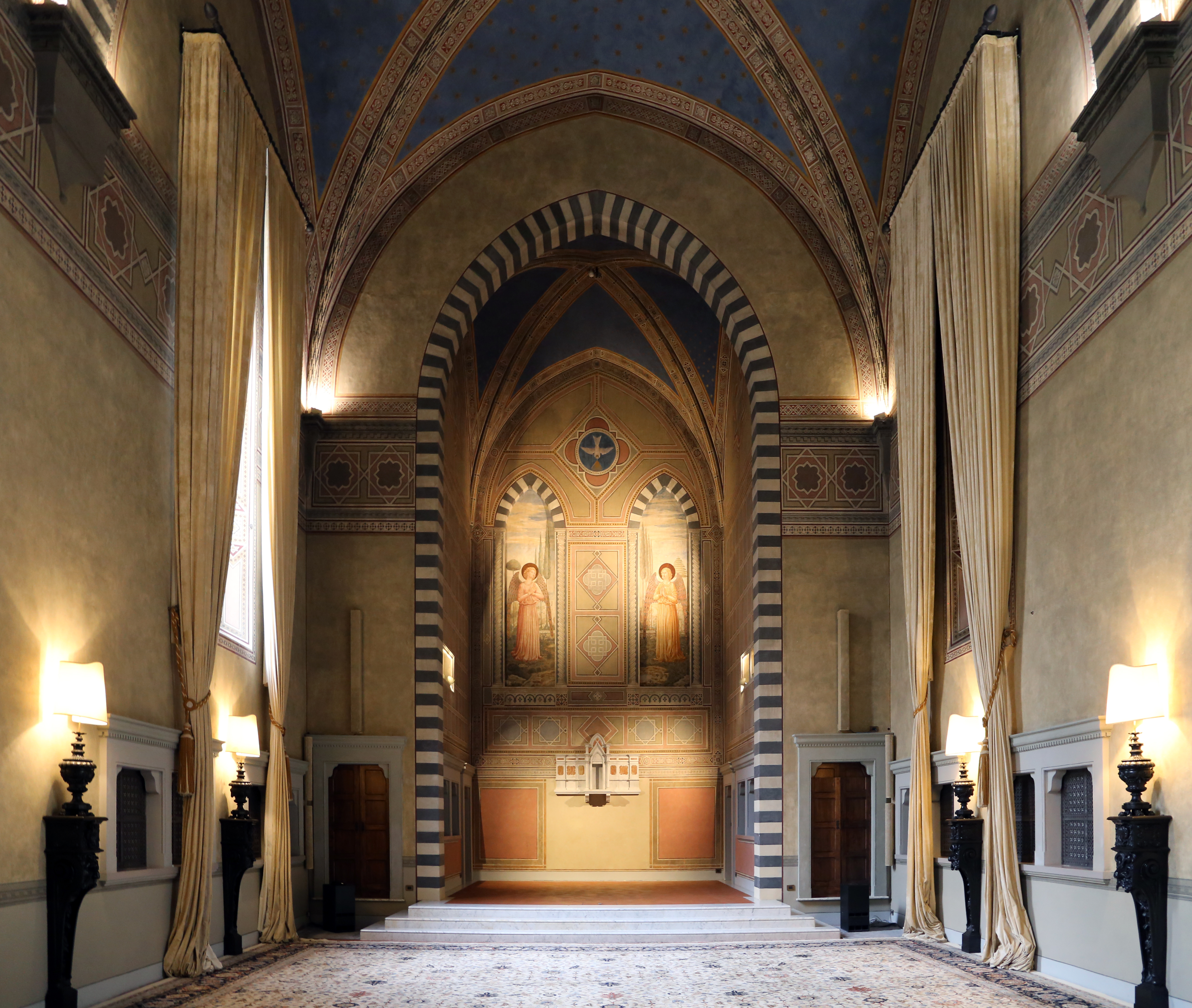
L'interno
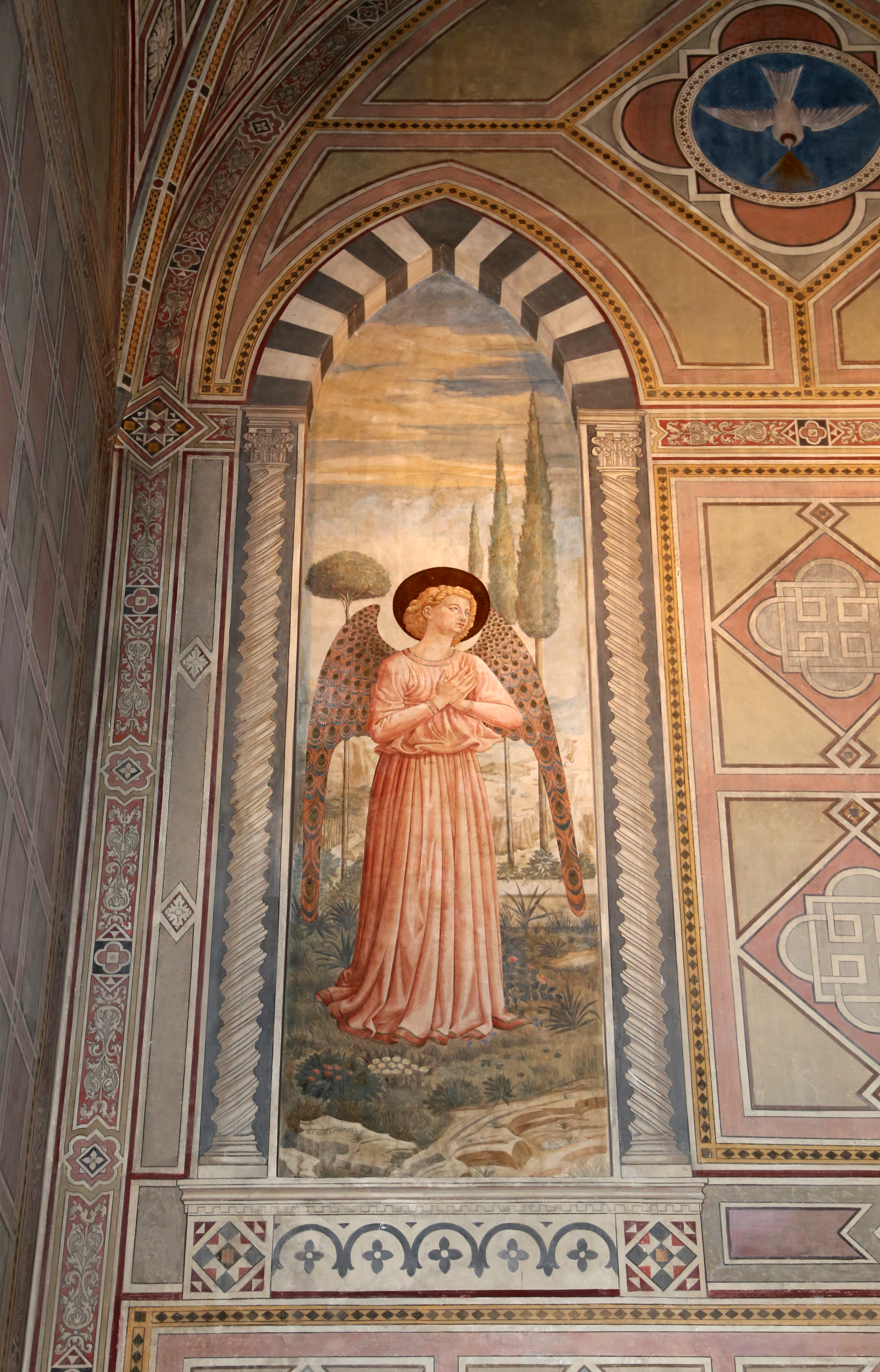
Affreschi neogotici ispirati a Benozzo Gozzoli
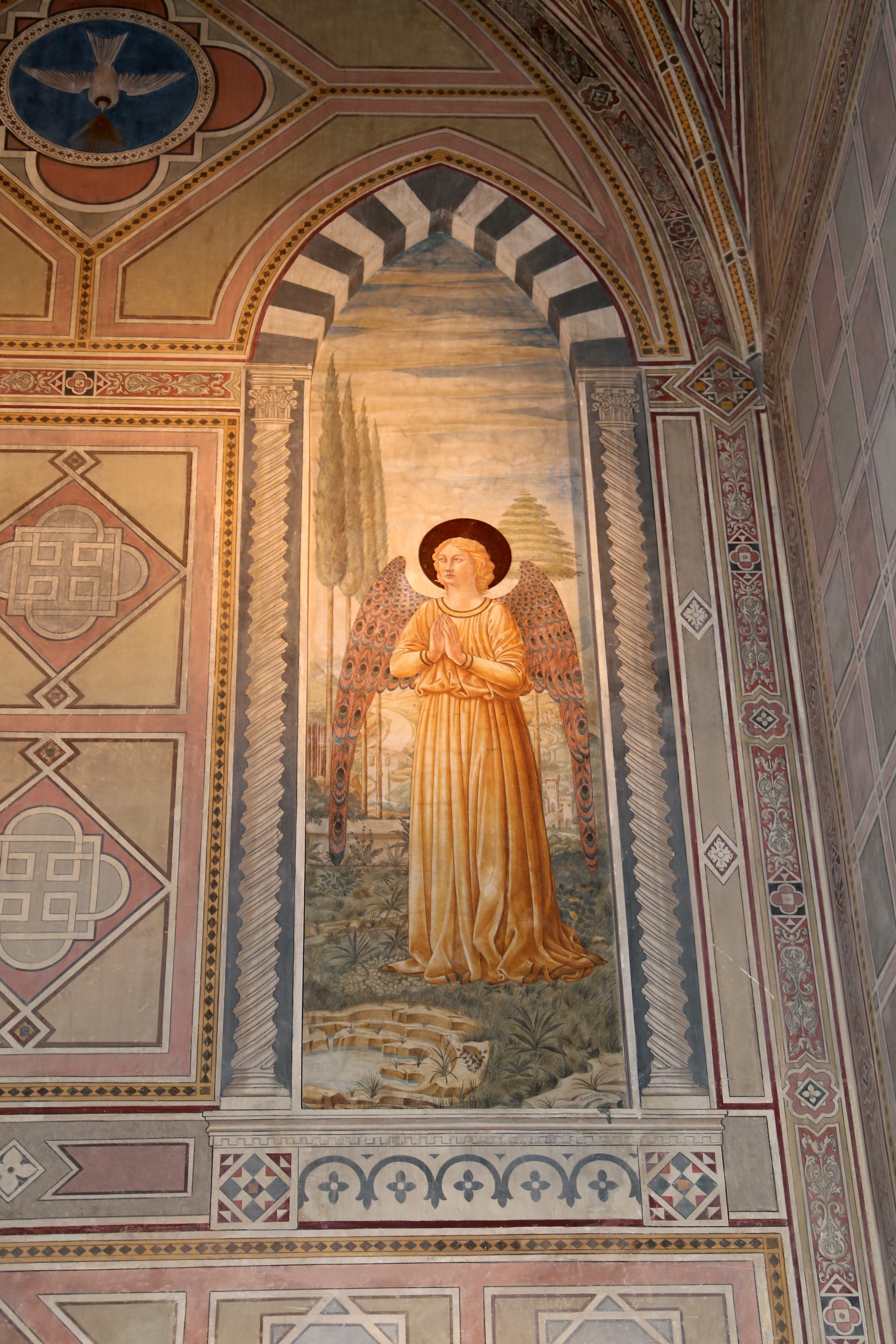
Affreschi neogotici ispirati a Benozzo Gozzoli
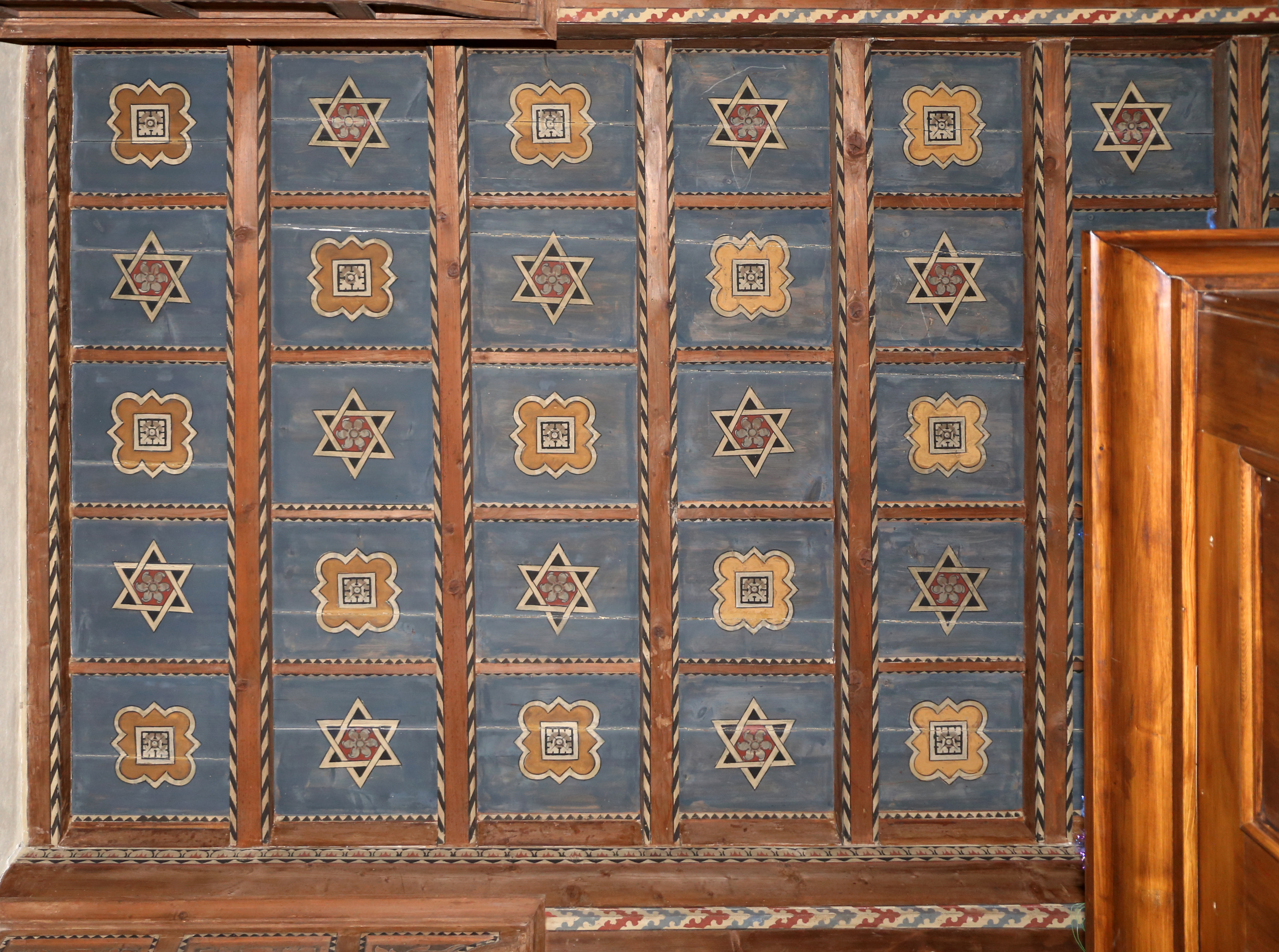
Travi del coretto